# Инклюзивное искусство
Инклюзивное искусство — новый, независимый вид искусства, дающий особый статус произведениям искусства создаваемых творческими людьми с различными особенностями развития или имеющих инвалидность.
Распространяется на все направления искусства «особенных» людей (живопись, музыку, театральные спектакли, вокальные выступления, поэзию, прозу и т. д.)
Создан для поддержки и защиты больных или имеющих инвалидность художников и актёров, не способных создавать полноценное искусство.
Сейчас инклюзивное искусство пытаются активно развивать, этим занимаются общественные организации, в том числе «АСДИИСК» — ассоциация инклюзивного искусства, а также многие специалисты в области психологии, психотерапии и культуры. Регулярно проводятся творческие конкурсы, фестивали и выставки инклюзивного искусства.